# Ordem do Milhafre-Dourado

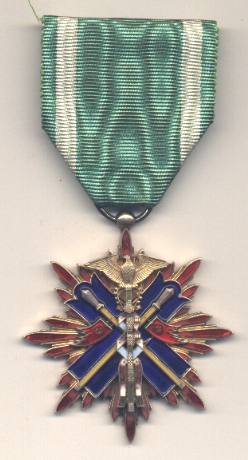
Ordem do Milhafre-Preto, 4° classe

A Ordem do Milhafre-Dourado (金鵄勲章, Kinshi Kunsho) foi uma ordem militar japonesa, estabelecida em 12 de fevereiro de 1889, pelo Imperador Meiji. Era uma ordem exclusivamente conferida por bravura, liderança ou comando em batalha. Foi oficialmente abolida pelo Comandante Supremo das Forças Aliadas em 1947, quando o Japão foi ocupado.
A ordem consiste em sete classes:
- Soldados alistados eram elegíveis para as 7° - 5° classes;
- Oficiais não-comissionados eram elegíveis para as 6° - 4° classes;
- Oficiais júnior eram elegíveis para as 5° - 3° classes;
- Oficiais do campo eram elegíveis para as 4° - 2° classes;
- Oficiais generais eram elegíveis para as 3° - 1° classes;

Um total de 1 067 492 pessoas receberam a Ordem do Milhafre-Dourado, sendo a maioria pertencente às duas classes mais baixas. Apenas 41 da 1° classe e 201 da 2° classe foram premiados com a ordem.
Por conflito:
- Primeira Guerra Sino-Japonesa: aproximadamente 2 000 japoneses.
- Guerra Russo-Japonesa: aproximadamente 109 600 japoneses.
- Primeira Guerra Mundial: aproximadamente 3 000 japoneses.
- Incidente da Manchúria: aproximadamente 9 000 japoneses.
- Segunda Guerra Sino-Japonesa: aproximadamente 190 000 japoneses.
- Guerra do Pacífico: aproximadamente 630 000 japoneses.